# Economische wetenschappen
De economische wetenschappen bestuderen economische vraagstukken. Als afzonderlijke economische wetenschappen kunnen worden beschouwd:
- economie, die zich bezighoudt met het bestuderen van en theoretiseren over de werking van de economie;
- politieke economie, die bestudeert of en hoe met behulp van economisch beleid bepaalde doelstellingen kunnen worden verwezenlijkt;
- econometrie, die tracht economische theorie op statistisch-mathematische wijze te toetsen aan empirische gegevens en op basis daarvan voorspellingen te doen.

Bij het doen van economisch onderzoek wordt vaak van alle drie de disciplines gebruikgemaakt.

## Opleidingen
Bij het onderscheiden van studierichtingen op universiteiten wordt niet altijd de bovenstaande indeling gevolgd. Zo zijn er ook indelingen in economische wetenschappen en toegepaste economische wetenschappen, en in algemene economie en bedrijfseconomie.